# Landesverband Lippe
Der Landesverband Lippe (LVL) mit Sitz in Lemgo ist ein höherer Kommunalverband im Landesteil Lippe von Nordrhein-Westfalen und 1949 aufgrund der Lippischen Punktationen entstanden. Vom LVL ist der 1953 gegründete Landschaftsverband Westfalen-Lippe (LWL) zu unterscheiden.

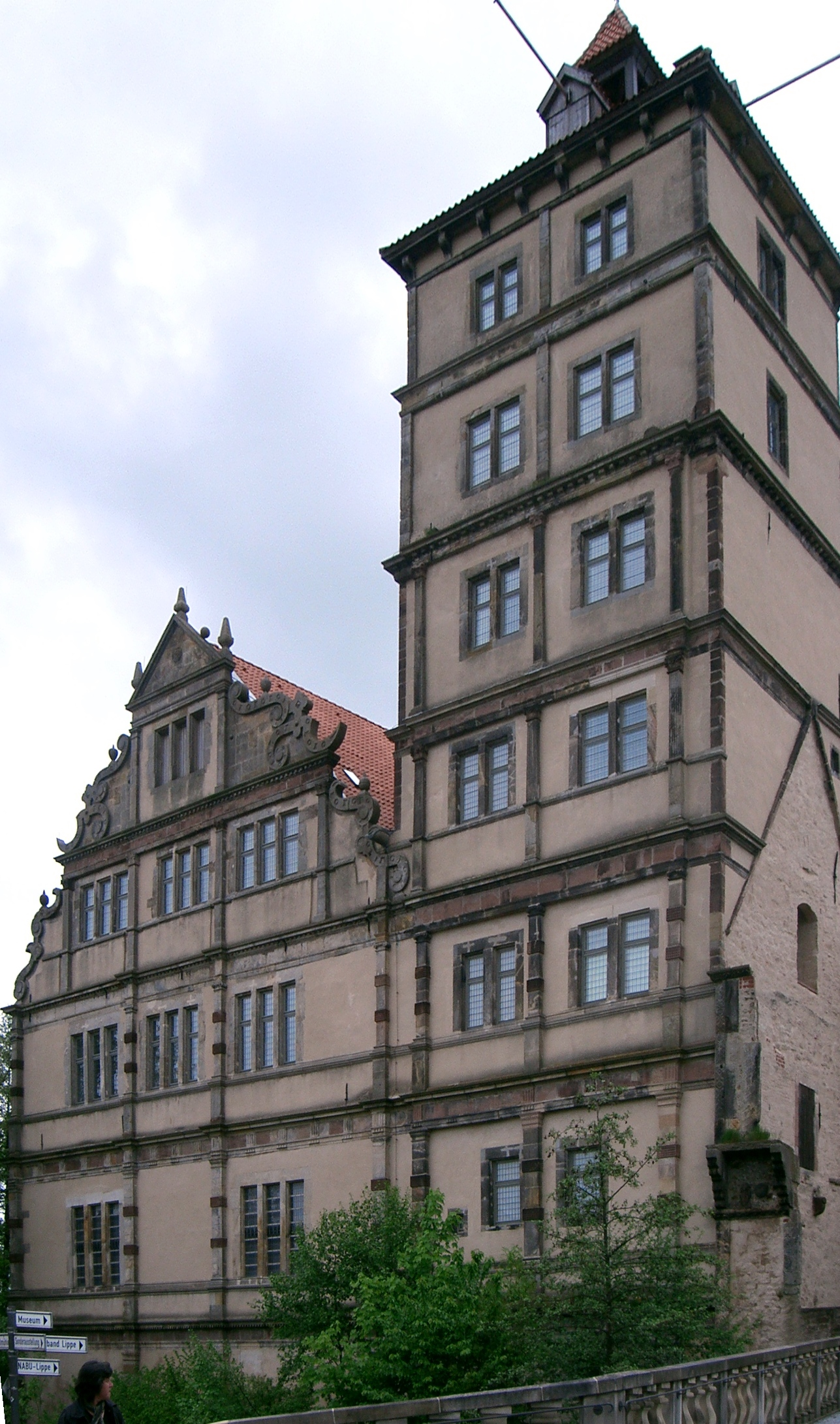
Schloss Brake in Lemgo, Verwaltungssitz des LVL

Symbol des LVL ist die lippische Rose als Wappen und die quergebalkte gelb-rote Flagge.

## Geschichte
Nach dem Zweiten Weltkrieg wurde Deutschland neu gegliedert, und Lippe musste nach mehr als 800-jähriger Selbständigkeit als Grafschaft, Fürstentum und Freistaat innerhalb der Weimarer Republik seine Selbständigkeit aufgeben: Zum 21. Januar 1947 trat Lippe dem 1946 gegründeten neuen Land Nordrhein-Westfalen bei. Teil der Beitrittsvereinbarungen war die Gründung des Landesverbandes Lippe, um das ehemalige fürstliche Vermögen (seit 1919 Landesvermögen) zu verwalten. Das Gesetz über den Landesverband Lippe trat am 12. Oktober 1949 in Kraft. Der LVL ist für das Gebiet des ehemaligen Freistaates zuständig und deckt damit einen Teilbereich des Landschaftsverbandes Westfalen-Lippe ab, mit dem eine intensive Zusammenarbeit und Aufgabenteilung besteht. Am 19. Dezember 1949 nahm der Landesverband Lippe seine Arbeit auf.
1956 bezog der Landesverband Lippe sein neues Verwaltungsgebäude an der Detmolder Bismarckstraße. 1970 vereinbarten die Kreise Detmold und Lemgo im Hinblick auf den geplanten Zusammenschluss der beiden Kreise, sich darum zu bemühen, dass die Stadt Lemgo zum Ausgleich für den Verlust der Kreisverwaltung der Sitz des Landesverbands werden sollte. 1980 beschloss die Verbandsversammlung, den Verwaltungssitz des Landesverbandes von Detmold nach Lemgo in das Schloss Brake zu verlegen; 1985 erfolgte die Übersiedlung des Landesverbandes Lippe in das restaurierte und sanierte Schloss Brake.

## Aufgaben

### Aktuelle Aufgaben
Bis heute ist der LVL zuständig für etwa 15.700 Hektar Forstflächen, gut 3.300 Hektar verpachtete Landwirtschafts-Flächen sowie zahlreiche Kulturdenkmäler (Burgen, Schlösser, Mühlen und weitere Gebäude) und Naturschutzgebiete. Darüber hinaus erfüllt er soziale, gesundheitliche, kulturelle und wissenschaftliche Aufgaben.
Der Landesverband betreibt und unterhält unter anderem folgende Einrichtungen:
- Landestheater Detmold in Detmold
- Lippische Landesbibliothek Detmold
- Lippisches Landesmuseum in Detmold
- Kulturagentur des Landesverbandes Lippe in Lemgo
- Naturschutzgebiet Externsteine
- Naturschutzgebiet Norderteich
- Hermannsdenkmal
- Staatsbad Meinberg
- Weserrenaissance-Museum im Schloss Brake in Lemgo (gleichzeitig Verwaltungssitz des LVL)
- Künstlerhaus Schwalenberg

Im Eigentum des Landesverbandes stehen weiterhin:
- Burg Sternberg
- Schloss Varenholz
- Mausoleum am Büchenberg
- Herlingsburg
- Domäne Oelentrup

Er führt die Rechtsaufsicht über die öffentlich-rechtliche Stiftung des Lippischen Damenstifts St. Marien in Lemgo.

### Ehemalige Aufgaben
Die Gewährträgerschaft für die Lippische Landes-Brandversicherungsanstalt in Detmold wurde 2009 vom LVL an die Provinzial Rheinland übertragen. Zum 1. April 2003 wurde die Stadt Bad Salzuflen alleinige Gesellschafterin der Staatsbad Salzuflen GmbH und führt seitdem die Gesellschaft in Eigenverantwortung; bis dahin war der Landesverband mit in der Trägerschaft.

## Organisation
Der Landesverband ist eine öffentlich-rechtliche Körperschaft, deren hauptamtlicher Leiter als „Verbandsvorsteher“ bezeichnet wird. In der Verbandsversammlung sitzen neben dem Verbandsvorsteher zehn Verbandsabgeordnete, die vom Kreistag des Kreises Lippe nach dem Grundsatz der Verhältniswahl delegiert werden. Hinzu kommen aktuell vier zu ehrenamtlichen Stellvertretern des Verbandsvorstehers gewählte Mitglieder. Seit der Abberufung von Andreas Kasper 2010 bis zur Ernennung von Anke Peithmann 2011 war das Amt des Verbandsvorstehers nicht besetzt und wurde kommissarisch von dessen allgemeinem Vertreter Klaus Stein geführt; nach dem Ende von Peithmanns Wahlperiode im Mai 2019 wurden die Geschäfte von ihrem allgemeinen Vertreter Arne Brand geführt. Seit April 2020 ist Jörg Düning-Gast Verbandsvorsteher des Landesverbandes Lippe.

### Verbandsvorsteher
- 1949–1952 Heinrich Drake (SPD)
- 1952–1956 Albrecht Gehring (CDU)
- 1956–1966 Heinrich Drake
- 1966–1972 Arnold Ebert (SPD)
- 1972–1999 Helmut Holländer (SPD)
- 1999–2008 Joachim Bünemann (SPD)
- 2006–2008 als Stellvertreter amtierend Hans-Joachim Niehage (CDU)
- 2008–2010 Andreas Kasper (CDU)
- 2010 Klaus Stein (kommissarisch)[10][11]
- 2011–2019 Anke Peithmann[12]
- 2019–2020 Arne Brand (kommissarisch)
- seit Februar 2020: Jörg Düning-Gast[13]

#### Affären
Joachim Bünemann (SPD), der seit 1999 Verbandsvorsteher gewesen war, wurde 2006 suspendiert, nachdem bekannt geworden war, dass er eine private Feier aus Mitteln des Landesverbands finanziert hatte. Um eine Abwahl zu ermöglichen, wurde das Gesetz über den Landesverband Lippe geändert. Bünemann war formal noch bis zum 13. März 2008 im Amt. In dieser Zeit wurde der Verband kommissarisch von Bünemanns Stellvertreter Hans-Joachim Niehage (CDU) geleitet. Am 1. Oktober 2008 folgte Andreas Kasper als gewählter Verbandsvorsteher nach, er war zuvor Büroleiter der niedersächsischen Gesundheitsministerin Mechthild Ross-Luttmann. Nachdem er wegen verschiedener Plagiatsvorwürfe, unter anderem bezüglich seiner Doktorarbeit, rechtskräftig verurteilt worden war und auch seinen Doktortitel verlor, wählte ihn die Verbandsversammlung ab.

## Auszeichnungen und Veröffentlichungen
Seit 1974 wird der Kulturpreis des Landesverbandes vergeben. Dieser ist unterteilt in einen Hauptpreis, einen Förderpreis und einen Jugendpreis. Die Ausschreibung wird von der Kulturagentur des Landesverbandes organisiert.
In Erinnerung an den aus Detmold gebürtigen Dramatiker Christian Dietrich Grabbe wird seit 1994 von der Stadt Detmold und der Grabbe-Gesellschaft in Verbindung mit dem Landesverband Lippe der Christian-Dietrich-Grabbe-Preis vergeben.
Seit 1979 gibt der Landesverband zusammen mit dem Lippischen Heimatbund die Zeitschrift: „Heimatland Lippe: Zeitschrift des Lippischen Heimatbundes und des Landesverbandes Lippe“ heraus. Diese erscheint im Verlag der Lippischen Landes-Zeitung.
Weiterhin gibt der Landesverband die Reihe Lippischen Studien sowie Sonderveröffentlichungen heraus.